# Mausoleo de Sidi Mahrez
El mausoleo de Sidi Mahrez es una zawiya —una escuela o monasterio religioso islámico— tunecina situada en la ciudad de Túnez. Rodeado de zocos, el monumento se encuentra en la calle Sidi Mahrez, en el barrio de Bab Souika, al norte de la medina de Túnez.

## Historia
La zawiya alberga la tumba de Sidi Mahrez (muerto en 1022), una figura piadosa considerada el patrón de la medina de Túnez e incluso de toda la ciudad. Conocido por su gran piedad y generosidad, dedicó su vida a la enseñanza del Corán y a la defensa del rito malikí al que pertenecía; se le atribuye también la protección de la población judía de Túnez y el haberle permitido instalarse en un barrio intramuros de la medina. El edificio que se puede ver hoy en día es esencialmente el resultado de las obras de ampliación y embellecimiento llevadas a cabo por los gobernantes husaynitas Al-Husayn I ibn Ali (siglo XVIII) y especialmente Sadok Bey (siglo XIX). Posteriormente fue restaurada en el decenio de 1990.

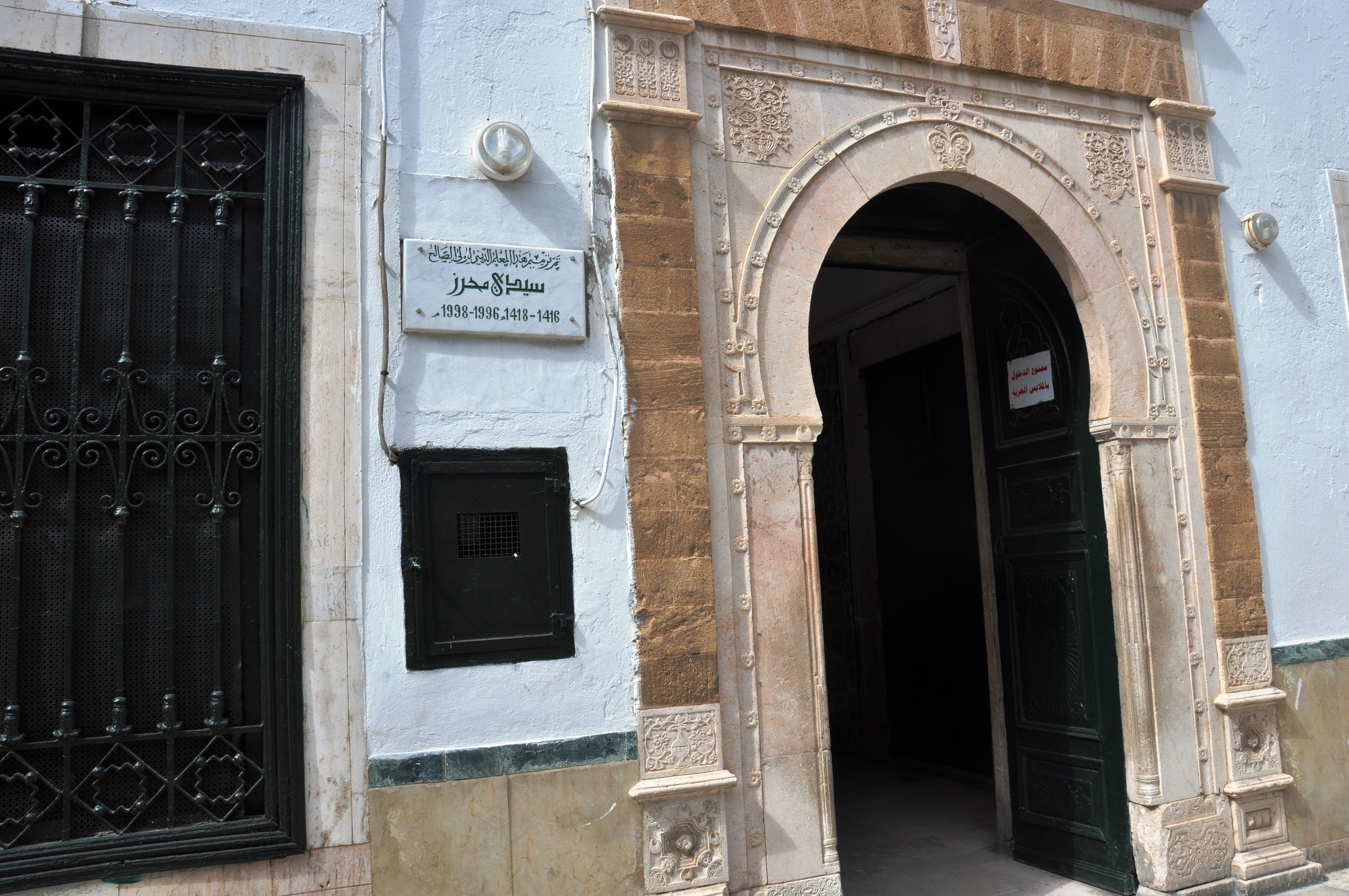
Entrada de la zawiya.
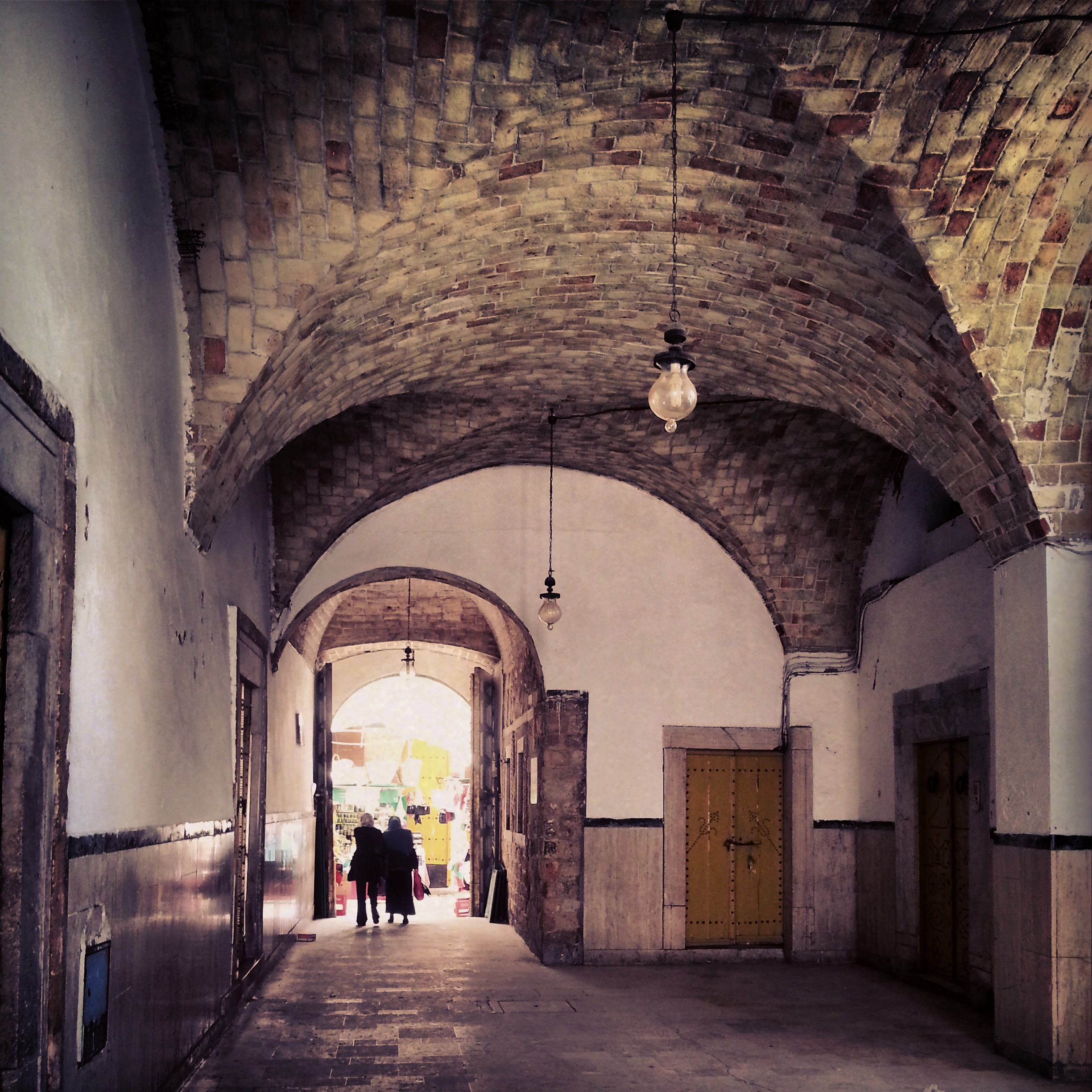
Corredor de entrada.
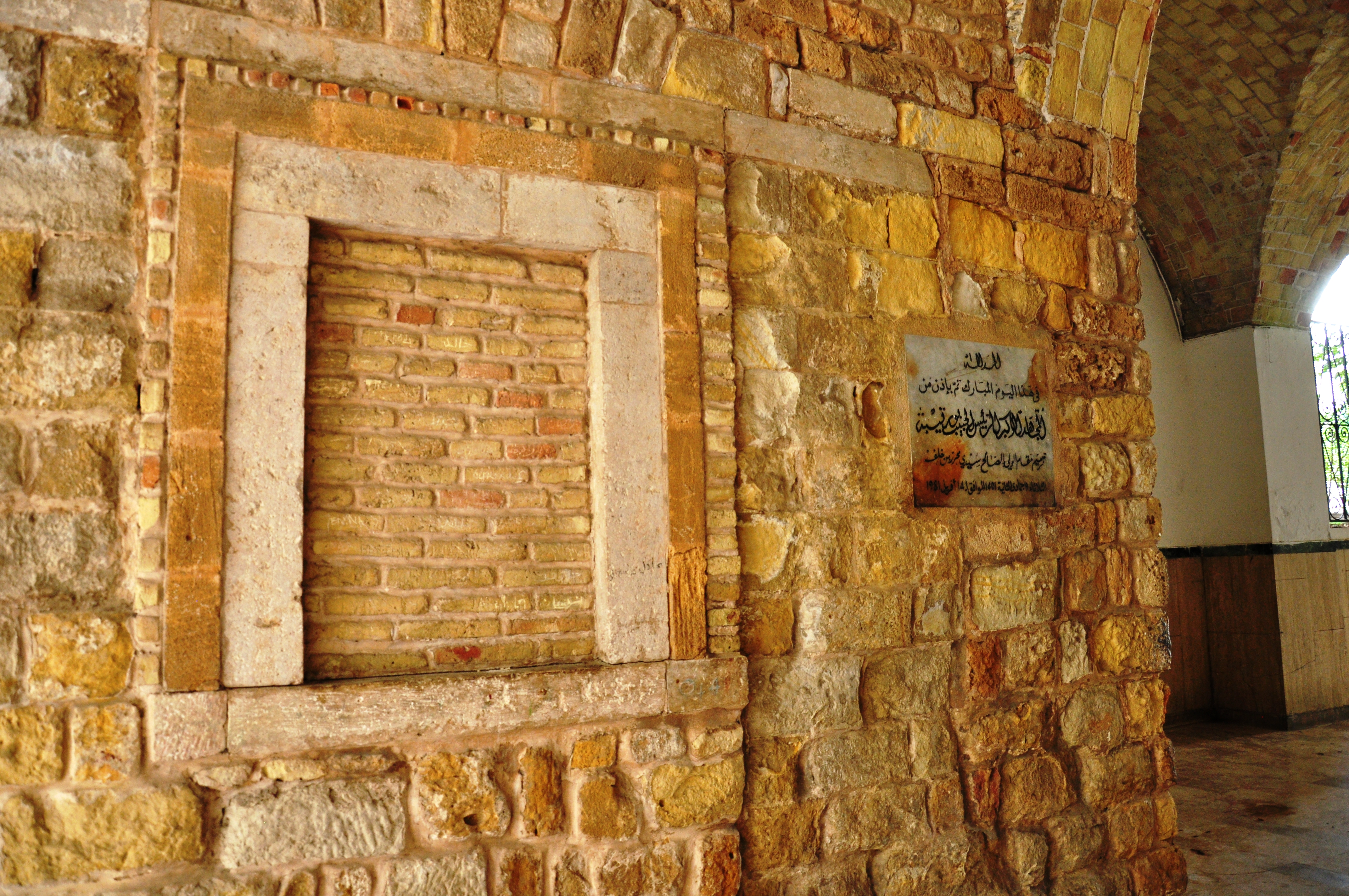
Vista de los muros del corredor.
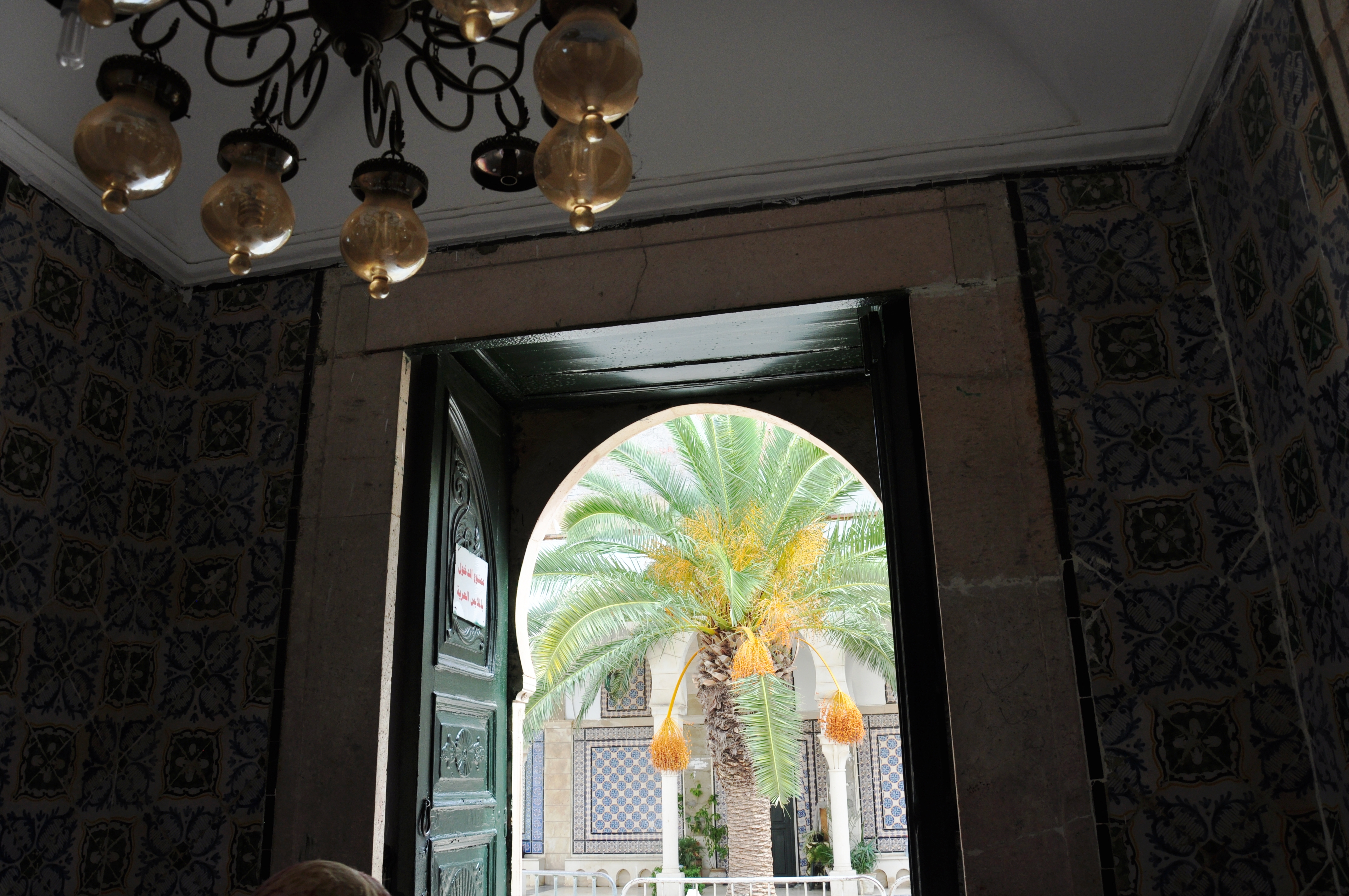
Salida de la zawiya.

## Descripción

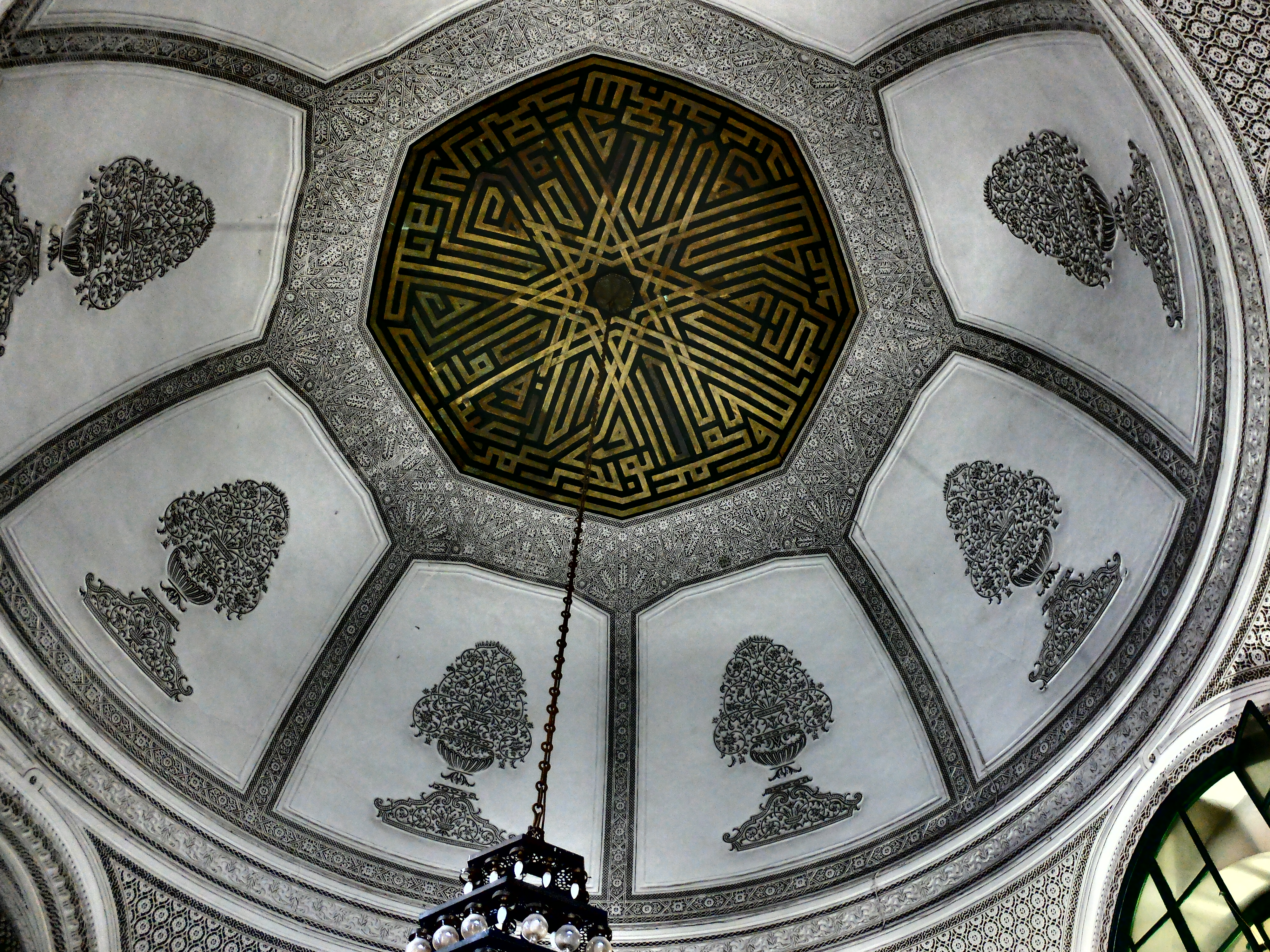
Cúpula de la sala que precede a la cámara funeraria.

El acceso al monumento es a través de un portal que consiste en un arco semicircular rebajado que descansa en dos arbotantes. Esta entrada se abre a un vestíbulo cubierto con una bóveda de arista que incluye puertas enmarcadas con losas de arenisca para prestar servicio a cinco habitaciones para los visitantes. El vestíbulo conduce a una sala, formando un espacio intermedio coronado por una imponente cúpula, que precede a la cámara de entierro.
Esta última, que contiene la tumba del santo, es la más grande del edificio y está cubierta por una cúpula ovoide decorada con estucos. Las paredes de la sala, revestidas de cerámica, están coronadas por una rica decoración de yeso tallado, dividida en paneles en forma de mihrab decorados con motivos geométricos y florales. La zawiya también incluye una sala de abluciones precedida de un patio. La skifa de Sidi Mahrez sirvió como refugio para los pobres durante siglos. Los pozos milagrosos continúan dando de beber a los visitantes, a las vírgenes al acercarse a sus bodas y a los chicos el día de su circuncisión.
El Mausoleo de Sidi Mahrez, junto con la cercana mezquita del mismo nombre, es un buen ejemplo de arquitectura otomana en Túnez.

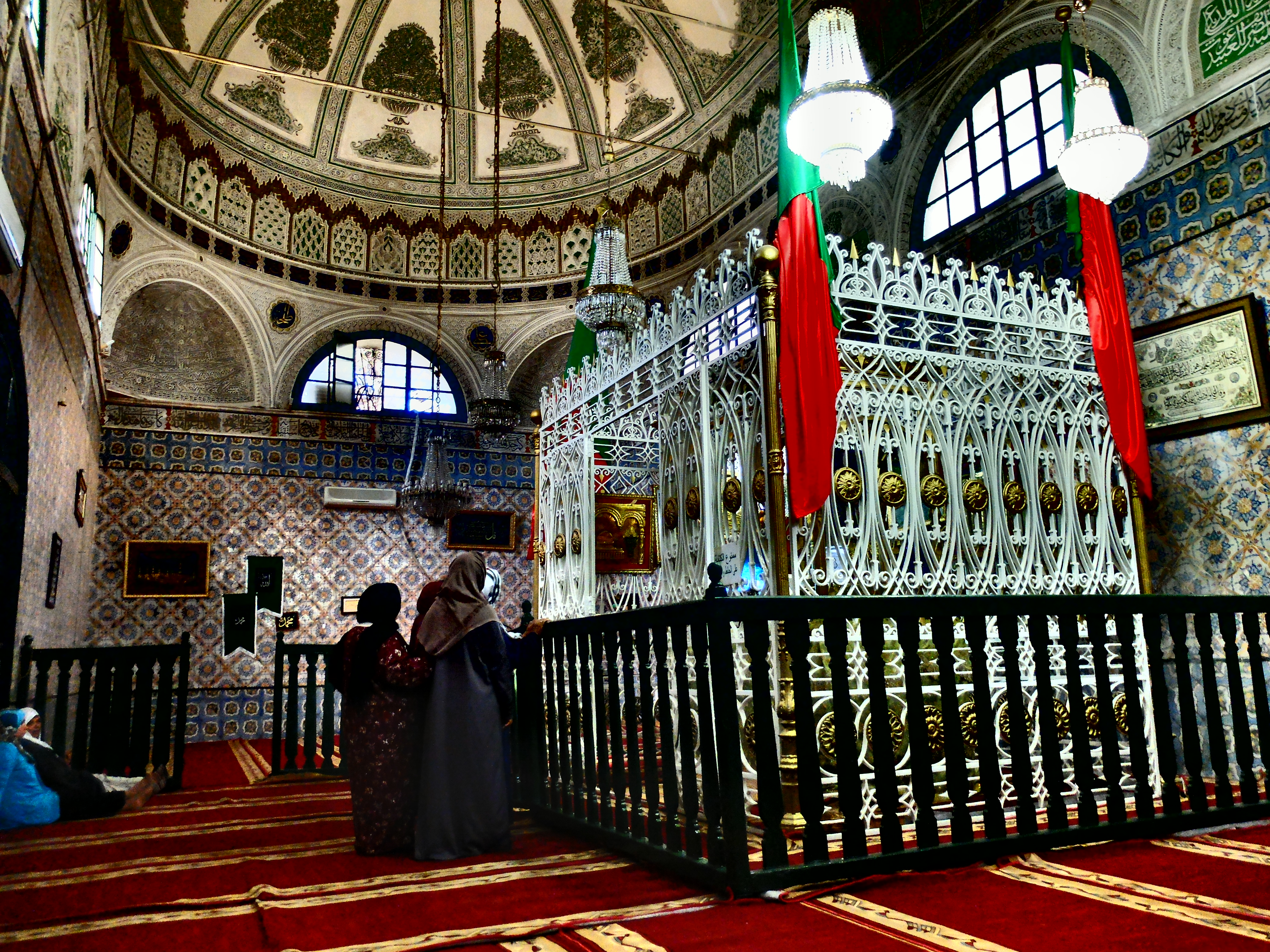
Sala principal.
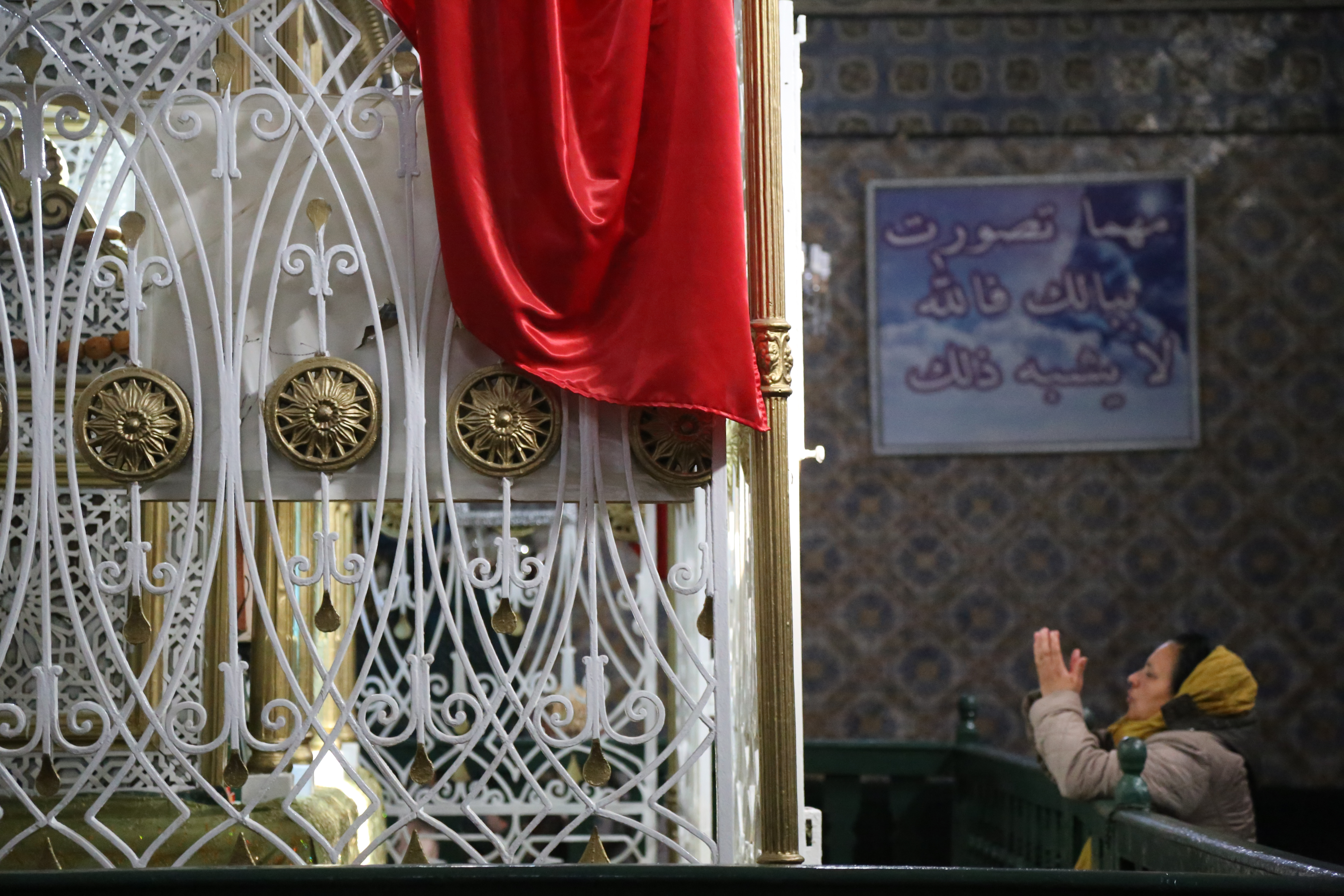
Mujer orando.
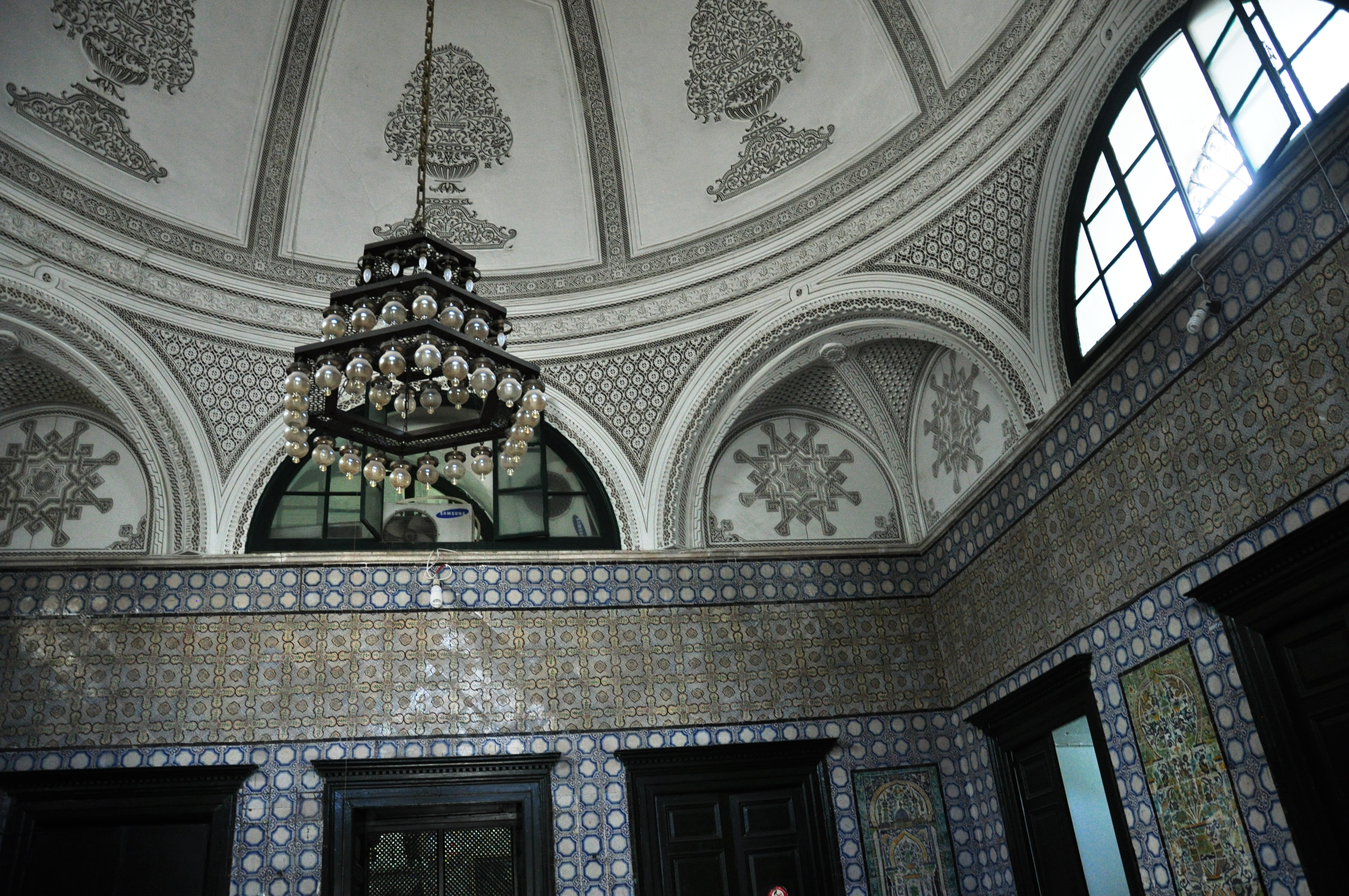
Vista de los arabescos.
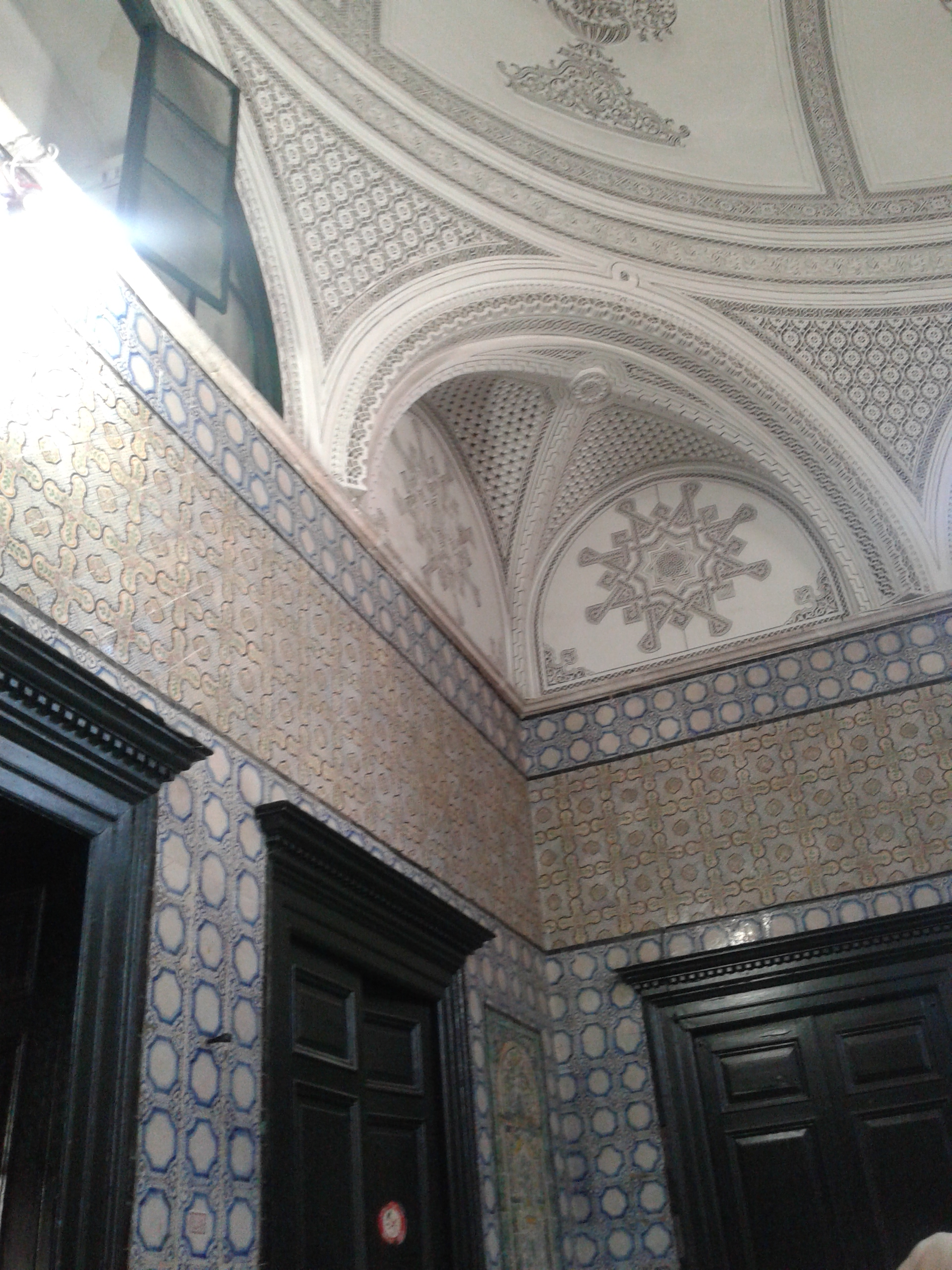
Detalle de la decoración.